# Quartier du Faubourg-Montmartre
Das Quartier du Faubourg-Montmartre ist das 35. der 80 Quartiers (Stadtviertel) von Paris im 9. Arrondissement.

Die Stadtviertel im 9. Arrondissement

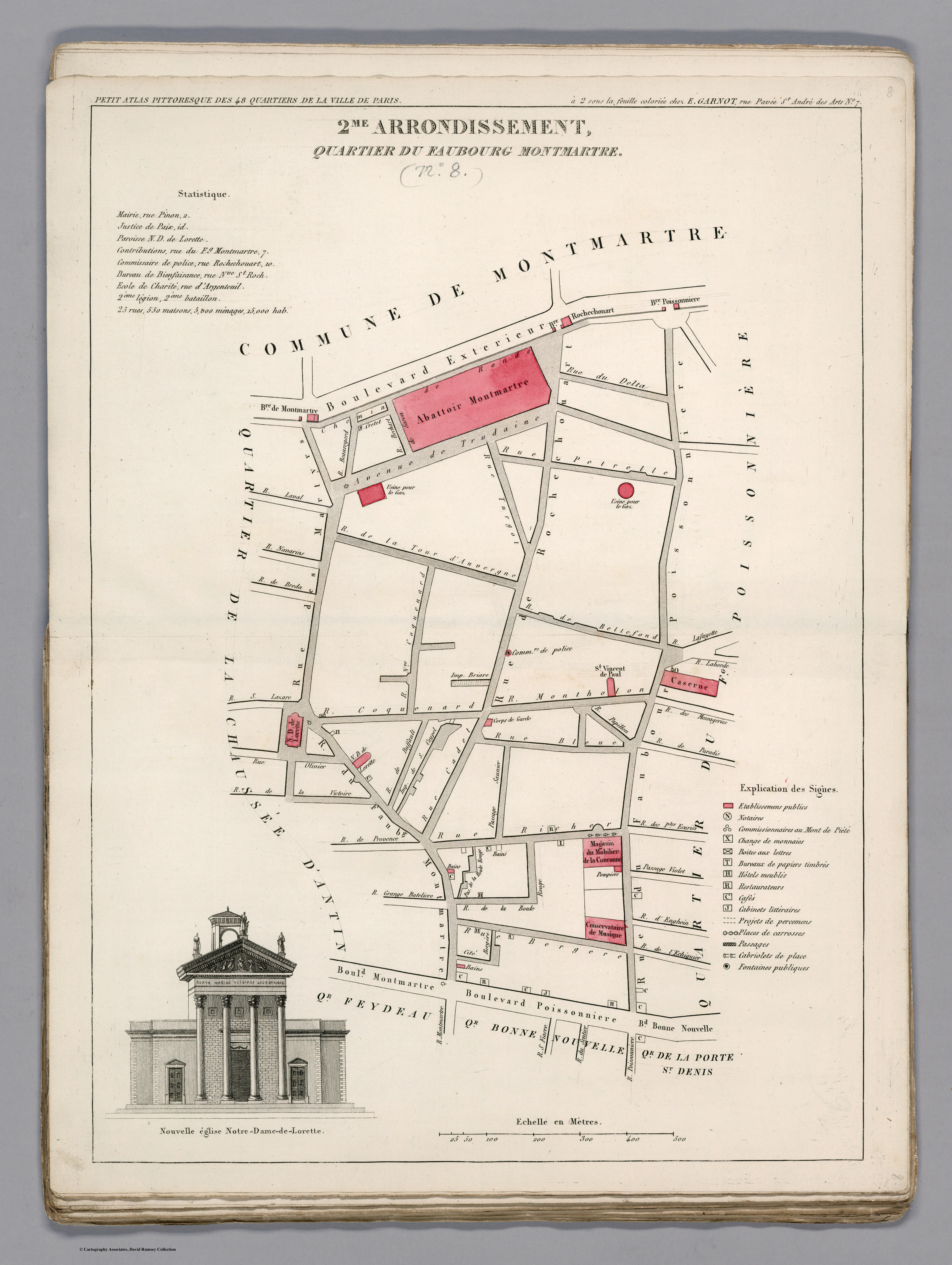
Plan des Quartier du Faubourg Montmartre im Ancien 2e arrondissement de Paris von 1834

## Lage
Der Verwaltungsbezirk im 9. Arrondissement von Paris wird von folgenden Straßen begrenzt:
- Westen: Rue Laffitte, Rue Fléchier
- Norden: Rue Lamartine
- Osten: Rue du Faubourg Poissonnière
- Süden: Die Boulevard des Italiens, Montmartre und Poissonnière

## Namensursprung
Das Stadtviertel wird von der Rue du Faubourg Montmartre durchquert und erhielt schon in 1790 während der Französischen Revolution wegen der Nähe zur Gemeinde Montmartre den Namen Section du Faubourg-Montmartre.

## Geschichte
Nach einem Erlass des Präfekten französisch Arrêt préfectoral vom 10. Mai 1811 wird die Section du Faubourg-Montmartre zum Quartier du Faubourg-Montmartre. Am 16. Juni 1859 wird der Verwaltungsbezirk dem 9. Arrondissement zugeteilt.

## Sehenswürdigkeiten
- Folies Bergère, Rue Richer
- Les Enfants du Paradis, Rue Richer
- Théâtre des Nouveautés, Boulevard Poissonière
- Le Palace, Rue du Faubourg Montmartre
- Auktionshaus Hôtel Drouot, Rue Drouot
- The World of Banksy, Rue du Faubourg Montmartre
- Wachsfigurenkabinett Musée Grévin